# 隆伍夫冰原島峰
81°20′S 152°50′E / 81.333°S 152.833°E
隆伍夫冰原島峰（英語：Lonewolf Nunataks），是南極洲的冰原島峰，位於喬治五世地，處於維爾霍伊特冰原島峰西北面46公里，由新西蘭探險隊命名，現時由南極條約體系管理。